# Cantonul Rennes-Centre-Sud
Cantonul Rennes-Centre-Sud este un canton din arondismentul Rennes, departamentul Ille-et-Vilaine, regiunea Bretania, Franța.